# Call to the bar
Call to the bar è un termine legale nella maggior parte degli ordinamenti giuridici basati sulla common law secondo il quale le persone devono essere qualificate per poter discutere in tribunale per conto di terze parti e sono, come si dice, "calling to the bar" o hanno ricevuto una "call to the bar". Il termine "Bar" è ora utilizzato come nome generico per indicare i barrister, ma letteralmente indica la sbarra di legno delle vecchie aule di tribunale, che separava l'area pubblica, spesso affollata, dalla parte posteriore dello spazio vicino ai giudici, riservata a coloro che avevano contatti con la Corte. Gli avvocati stavano seduti o in piedi subito dietro essa, di fronte al giudice, e potevano usarla come un tavolo per poggiare le loro carte.

## Storia
Come altri termini della common law ebbe origine in Inghilterra nel Medioevo e call to the bar si riferisce all'atto di citazione dato a chi si trovava a parlare al bar delle corti reali. Con il passar del tempo, i giudici inglesi ammisero solo i giuristi e successivamente delegarono la qualificazione e l'ammissione degli avvocati ai quattro Inns of Court. Una volta che un Inn chiamava uno dei suoi membri al bar, solo da allora in poi questi veniva considerato un avvocato. Egli non poteva, tuttavia, svolgere la pratica di avvocato se non dopo aver terminato (o essere stato esentato da) un tirocinio. Dopo aver completato il tirocinio era considerato avvocato praticante con il diritto di patrocinare in tutti i tribunali.
L'Inghilterra e il Galles ed alcune altre giurisdizioni distinguevano due tipi di avvocati, che erano regolati da organismi diversi, con una formazione, esami, regolamenti e tradizioni separate:
- Barrister (avvocato) che praticava soprattutto in tribunale e generalmente specializzato nella difesa di un particolare settore del diritto; esso aveva diritto di patrocinare in tutti i tribunali di Inghilterra e Galles.
- Solicitor (procuratore legale) che non necessariamente svolgeva lavori a contatto con la corte, ma aveva il diritto di patrocinare nei tribunali inferiori (tribunali di contea). Veniva ammesso o arruolato come avvocato per condurre il contenzioso e la pratica di legge al di fuori del tribunale, ad esempio, fornire consulenza legale ai clienti e agire per loro conto in questioni legali.

Un solicitor doveva inoltre qualificarsi come solicitor-advocate al fine di acquisire gli stessi diritti "superiori" di udienza come avvocato. In altre giurisdizioni, la terminologia e il grado di sovrapposizione tra i ruoli di procuratore legale e avvocato variava notevolmente; successivamente, la distinzione scomparve completamente.
In Inghilterra, una cerimonia di call si svolge all'Inn of Court dei barrister o al Temple Church per l'Inner Temple, prima o durante l'anno di pupillage (tirocinio) per diventare avvocato. Un barrister è called (chiamato) all''utter ("outer") bar o "appointed to the degree of the utter bar" (nominato al grado di utter bar). Coloro i quali vengono nominati al Consiglio della regina sono ammessi al patrocinio "all'interno del bar" in tribunale.